# Campionati mondiali juniores di slittino 2015
I Campionati mondiali juniores di slittino 2015, trentesima edizione della manifestazione organizzata dalla Federazione Internazionale Slittino, si sono tenuti il 16 e 17 gennaio 2015 a Lillehammer, in Norvegia, sulla pista omonima, la stessa sulla quale si svolsero le competizioni del bob e dello slittino ai Giochi di Lillehammer 1994 e la rassegna iridata juniores nel 2001; sono state disputate gare in quattro differenti specialità: nel singolo uomini ed in quello donne, nel doppio e nella gara a squadre.
Vincitrice del medagliere è stata la squadra tedesca, capace di conquistare due titoli, quello nel doppio con Florian Löffler e Manuel Stiebing e quello nel singolo femminile per merito di Jessica Tiebel; la nazionale russa è quella che ha raccolto il maggior numero di medaglie, cinque sulle dodici assegnate in totale, compresa quella d'oro nella prova individuale maschile vinta da Roman Repilov. La gara a squadre ha visto il trionfo della compagine lettone composta da Ulla Zirne, Kristers Aparjods, Kristens Putins e Kārlis Krišs Matuzels.

## Risultati

### Singolo uomini
La gara è stata disputata il 16 gennaio 2015 su due manches e hanno preso parte alla competizione 42 atleti in rappresentanza di 18 differenti nazioni; campione uscente era il tedesco Toni Gräfe, non presente a questa edizione dei mondiali poiché ormai oltre il limite di età per la categoria, ed il titolo è stato conquistato dal russo Roman Repilov davanti allo statunitense Tucker West ed all'austriaco Nico Gleirscher.
| Pos. | Atleti           | Nazione     | Tempo    | Distacco |
| ---- | ---------------- | ----------- | -------- | -------- |
|      | Roman Repilov    | Russia      | 1'39"823 |          |
|      | Tucker West      | Stati Uniti | 1'39"866 | +0"043   |
|      | Nico Gleirscher  | Austria     | 1'39"972 | +0"149   |
| 4    | Markus Hummer    | Germania    | 1'39"992 | +0"169   |
| 5    | Sebastian Bley   | Germania    | 1'40"039 | +0"216   |
| 6    | Anton Dukač      | Ucraina     | 1'40"071 | +0"248   |
| 7    | Dmitrij Chalilov | Russia      | 1'40"275 | +0"452   |
| 8    | Maximilian Jung  | Germania    | 1'40"281 | +0"458   |
| 9    | Jonas Müller     | Austria     | 1'40"393 | +0"570   |
| 10   | John Fennell     | Canada      | 1'40"425 | +0"602   |

### Singolo donne
La gara è stata disputata il 16 gennaio 2015 su due manches e hanno preso parte alla competizione 38 atlete in rappresentanza di 15 differenti nazioni; campionessa uscente era l'italiana Andrea Vötter, che ha concluso la prova al quinto posto, ed il titolo è stato conquistato dalla tedesca Jessica Tiebel davanti alla russa Viktorija Demčenko ed alla rappresentante dell'Italia Sandra Robatscher, già vincitrice della medaglia d'argento nella scorsa edizione.
| Pos. | Atleti             | Nazione  | Tempo    | Distacco |
| ---- | ------------------ | -------- | -------- | -------- |
|      | Jessica Tiebel     | Germania | 1'36"633 |          |
|      | Viktorija Demčenko | Russia   | 1'36"639 | +0"006   |
|      | Sandra Robatscher  | Italia   | 1'36"883 | +0"250   |
| 4    | Madeleine Egle     | Austria  | 1'36"929 | +0"296   |
| 5    | Andrea Vötter      | Italia   | 1'36"949 | +0"316   |
| 6    | Olesja Michajlenko | Russia   | 1'37"011 | +0"378   |
| 7    | Julia Taubitz      | Germania | 1'37"069 | +0"436   |
| 8    | Jenna Spencer      | Canada   | 1'37"082 | +0"449   |
| 9    | Saskia Langer      | Germania | 1'37"373 | +0"740   |
| 10   | Nina Prock         | Austria  | 1'37"395 | +0"762   |

### Doppio
La gara è stata disputata il 17 gennaio 2015 su due manches e hanno preso parte alla competizione 30 atleti in rappresentanza di 10 differenti nazioni; campioni uscenti erano gli austriaci Thomas Steu e Lorenz Koller, non presenti a questa edizione dei mondiali poiché ormai oltre il limite di età per la categoria, ed il titolo è stato conquistato dai tedeschi Florian Löffler e Manuel Stiebing, già vincitori della medaglia di bronzo nella scorsa edizione, davanti alle coppie russe formate da Evgenij Evdokimov ed Aleksej Grošev e da Stanislav Mal'cev ed Oleg Faschutdinov.
| Pos. | Atleti                                 | Nazione    | Tempo    | Distacco |
| ---- | -------------------------------------- | ---------- | -------- | -------- |
|      | Florian Löffler Manuel Stiebing        | Germania   | 1'36"168 |          |
|      | Evgenij Evdokimov Aleksej Grošev       | Russia     | 1'36"515 | +0"347   |
|      | Stanislav Mal'cev Oleg Faschutdinov    | Russia     | 1'36"679 | +0"511   |
| 4    | Nico Semmler Johannes Pfeiffer         | Germania   | 1'36"840 | +0"672   |
| 5    | Kristens Putins Kārlis Krišs Matuzels  | Lettonia   | 1'37"112 | +0"944   |
| 6    | Jakub Šimoňák Patrik Tomaško           | Slovacchia | 1'37"249 | +1"081   |
| 7    | David Trojer Phillip Knoll             | Austria    | 1'37"321 | +1"153   |
| 8    | Wojciech Chmielewski Mateusz Żakowicz  | Polonia    | 1'37"362 | +1"194   |
| 9    | Florian Schmid Fabian Strickner        | Austria    | 1'37"774 | +1"606   |
| 10   | Marcel Engljähringer Rupert Staudinger | Germania   | 1'37"806 | +1"638   |

### Gara a squadre
La gara è stata disputata il 17 gennaio 2015 su una sola manche composta da tre frazioni: quella del singolo femminile, quella del singolo maschile e quella del doppio e hanno preso parte alla competizione 40 atleti in rappresentanza di 11 differenti nazioni; campione uscente era la formazione austriaca, ma nessuno dei membri di quella squadra è presente a questa edizione dei mondiali poiché ormai oltre il limite di età per la categoria, ed il titolo è stato conquistato dalla nazionale lettone composta da Ulla Zirne, Kristers Aparjods, Kristens Putins e Kārlis Krišs Matuzels, davanti alla squadra russa di Viktorija Demčenko, Roman Repilov, Evgenij Evdokimov ed Aleksej Grošev, tutti già sul podio in questa edizione dei mondiali anche nelle proprie rispettive specialità, ed al team austriaco formato da Madeleine Egle, Jonas Müller, David Trojer e Phillip Knoll.
| Pos. | Squadra                           | Atleti                                                                     | Tempo    | Distacco |
| ---- | --------------------------------- | -------------------------------------------------------------------------- | -------- | -------- |
|      | Lettonia                          | Ulla Zirne Kristers Aparjods Kristens Putins / Kārlis Krišs Matuzels       | 2'39"326 |          |
|      | Russia                            | Viktorija Demčenko Roman Repilov Evgenij Evdokimov / Aleksej Grošev        | 2'39"727 | +0"401   |
|      | Austria                           | Madeleine Egle Jonas Müller David Trojer / Phillip Knoll                   | 2'39"803 | +0"477   |
| 4    | Stati Uniti                       | Gracie Weinberg Tucker West Justin Krewson / Tristan Jeskanen              | 2'40"005 | +0"679   |
| 5    | Germania                          | Jessica Tiebel Markus Hummer Florian Löffler / Manuel Stiebing             | 2'40"032 | +0"706   |
| 6    | Slovacchia                        | Katarína Šimoňáková Ľubomír Kordek Jakub Šimoňák / Patrik Tomaško          | 2'41"925 | +2"599   |
| 7    | Squadra mista Rep. Ceca / Polonia | Kateřina Mizerová Kristian Nitsche Wojciech Chmielewski / Mateusz Żakowicz | 2'44"282 | +4"956   |
| 8    | Ucraina                           | Darija Gula Anton Dukač Myroslav Levkovyč / Andrij Lysec'kyj               | 2'44"619 | +5"293   |
| 9    | Romania                           | Cezara Curmei Theodor Andrei Turea Angel Kozak / Andrei Borosoiu           | 2'44"781 | +5"455   |
| DNS  | Canada                            | Jenna Spencer John Fennell Matthew Riddle / Reid Watts                     | –        | –        |

## Medagliere
| Posizione | Nazione     | Oro | Argento | Bronzo | Totale |
| --------- | ----------- | --- | ------- | ------ | ------ |
| 1         | Germania    | 2   | 0       | 0      | 2      |
| 2         | Russia      | 1   | 3       | 1      | 5      |
| 3         | Lettonia    | 1   | 0       | 0      | 1      |
| 4         | Stati Uniti | 0   | 1       | 0      | 1      |
| 5         | Austria     | 0   | 0       | 2      | 2      |
| 6         | Italia      | 0   | 0       | 1      | 1      |
| Totale    | Totale      | 4   | 4       | 4      | 12     |